# Gerichtstraße (Berlin)
Die Gerichtstraße ist eine untergeordnete Straße in den Berliner Ortsteilen Wedding und Gesundbrunnen. Sie führt von der Müllerstraße auf Höhe des Max-Josef-Metzger-Platzes zum Nettelbeckplatz an der Reinickendorfer Straße und kreuzt im weiteren Verlauf die Trasse der Ringbahn und die Panke.

## Anlage
Bei der Parzellierung der Wedding-Ländereien wurde die Gerichtstraße neu angelegt und erhielt den Namen 1827 nach dem Hochgericht, das sich damals an der Gartenstraße auf dem Gelände des heutigen Gartenplatzes befand. Bis 1861 hieß der Gartenplatz noch Galgenplatz, da dort zwischen 1749 und 1840 Gerichtsurteile vollstreckt wurden.
In ihrem Verlauf passiert die Gerichtstraße einige denkmalgeschützte Gebäude und Friedhofseinrichtungen, darunter das 1910–1912 errichtete Gebäude der Berliner Wäschefabrik, das 1926–1928 von Wilhelm Tietze erbaute Postamt N 65, den Urnenfriedhof Gerichtstraße sowie das Krematorium Wedding.

## Geschichte
Die Gerichtstraße verläuft in unmittelbarer Nähe des ehemaligen Vorwerks Wedding, das sich zwischen den heutigen Straßen Gericht- und Wiesenstraße sowie der Reinickendorfer Straße befand. Das Vorwerk wurde 1817 von der Stadt Berlin erworben und anschließend parzelliert oder verpachtet. Die Gerichtstraße erhielt als Haupterschließung – wie die Müllerstraße – eine Straßenbreite von 23,5 m. Im 1827 von Lampe angefertigten Plan von den Umgebungen Berlins findet sich nur wenig Bebauung im Bereich der Gerichtstraße.
Im Jahr 1828 wurde der erste Weddinger Friedhof in der Gerichtstraße 21–23 (heute: 37/38) eingeweiht. 1909–1910 folgte das erste Berliner Krematorium. Das Stadtbad Wedding wurde nach einem Entwurf von Ludwig Hoffmann am 15. Juni 1908 eröffnet. 1999 musste der Betrieb aus baulichen und hygienischen Gründen eingestellt werden. Nach mehrjährigem Leerstand und einer Übergangsnutzung als ein Ort für Kreativwirtschaft, Ausstellungen und Urban Art wurde das Gebäude abgerissen und durch ein Wohnhaus mit Studentenapartments ersetzt. In der Gerichtstraße 27 wurde von der 1858 gegründeten Berliner Wäschefabrik AG von 1910 bis 1912 ein fünfgeschossiges Fabrikgebäude errichtet. Der denkmalgeschützte Bau an der Ringbahn wird von der IB Hochschule für Gesundheit und Soziales genutzt. In den sechs Gewerbehöfen der Gesobau aus dem Jahr 1912 (Gerichtshöfe Gerichtstraße 12) haben heute rund 70 Künstler ihre Ateliers.